# Pat Fraley
Patrick (Pat) Fraley (Seattle (Washington), 18 februari 1949) is een Amerikaans stemacteur, die zijn stem in ruim 30 jaar leende aan meer dan 4000 personages. Hij is voornamelijk bekend als de stem van Krang, Casey Jones en andere personages uit Teenage Mutant Ninja Turtles.
Fraleys loopbaan begon in 1979, toen hij de stem insprak van Blue Scarab in Scooby-Doo and Scrappy-Doo. In de jaren daarna leende hij zijn stem aan personages in een groot aantal tekenfilms. Voorbeelden zijn G.I. Joe, Garfield and Friends, Filmation's Ghostbusters, Goof Troop, Quack Pack, Batman: The Animated Series, The Tick, Angry Beavers, Bravestarr en TaleSpin. Hij was eveneens te horen als de stem van de Amerikaanse president in de film I Am Legend uit 2007.
Pat Fraley is lid van de Voice and Speech Trainers of America en geeft cursussen stemacteren. Daarnaast geeft hij lessen in toneelspel en komedie met komiek Brad Garrett, naast wie hij ook verscheen in vijf afleveringen van diens komedieserie 'Til Death.
Fraley is getrouwd en heeft vier zoons. 